# Nobuo Matsunaga
Nobuo Matsunaga, född 6 december 1921 i Shizuoka prefektur, Japan, död 25 september 2007, var en japansk fotbollsspelare.